# Zamcze
Zamcze – przysiółek w Polsce położony w województwie opolskim, w powiecie brzeskim, w gminie Lubsza. Miejscowość wchodzi w skład sołectwa Błota.
W latach 1975–1998 miejscowość administracyjnie należała do ówczesnego województwa opolskiego.
Na terenie przysiółka (cmentarz) znajdują się pozostałości grodziska stożkowego.